# بايرون لارس
بايرون لارس (بالإنجليزية: Byron Lars)‏ هو مصمم أزياء أمريكي، ولد في 19 يناير 1965 في أوكلاند في الولايات المتحدة.